# Antonio Viana
Antonio Viana Tomé (Vigo, Pontevedra, 3 de enero de 1957) es un jurista, canonista y sacerdote católico español. Fue ordenado sacerdote el 31 de mayo de 1984 e incardinado en la Prelatura del Opus Dei. Ha sido Decano de la Facultad de Derecho Canónico de la Universidad de Navarra (2012-2021).

## Vida
Se licenció en Derecho en la Universidad de Deusto (1979). Es doctor en Derecho Canónico por la Universidad de Navarra (1984) y doctor en Derecho (1987) por la misma Universidad.
Realizó estudios de lengua alemana en la Ludwig-Maximilians-Universität de Múnich (1988 y 1989), y en el Goethe-Institut de la misma ciudad (1990). Completó su formación académica como becario del Deutscher Akademischer Austauschdienst (DAAD) para la realización de estudios en la Universidad de Bamberg (Alemania), en colaboración con el profesor Alfred E. Hierold (1992).
En 1985 se trasladó a Pamplona, donde inició su trayectoria docente. En 2005 fue nombrado profesor ordinario de Derecho Canónico en la Universidad de Navarra. Ha sido decano de dicha facultad (2012-2021).
Sus áreas de investigación se centran en la organización jerárquica de la Iglesia (estructura, oficios, potestad, comunidades).
Director de la revista Ius Canonicum (1991-2009), vicedirector primero del Instituto «Martín de Azpilcueta» de la Universidad de Navarra (1998-2006), coordinó el Diccionario general de derecho canónico (siete vols.), publicado en 2012 y en el que han colaborado casi seiscientos canonistas de todo el mundo.

## Academias y Asociaciones a las que pertenece
- Consejo directivo de la Consociatio Internationalis Studio Iuris Canonici Promovendo.[8]
- Asociación española de canonistas. Vicepresidente (2002-2004)
- Asociación de canonistas de Polonia[9]